# Maison Cohen
La Maison Cohen est un bâtiment de style moderniste édifié par l'architecte Henry Van de Velde et son collaborateur Sta Jasinski à Bruxelles en Belgique.

## Localisation
La Maison Cohen est située au numéro 60 de l'avenue Franklin Roosevelt,, dans ce qu'il est convenu d'appeler l'extension sud de Bruxelles-ville, près du campus du Solbosch de l'Université libre de Bruxelles, de la Maison Blomme, de la Maison Émile Janson, de la Maison Henoul et de la Maison Julius Hoste.

## Historique
Cette « remarquable maison moderniste » est édifiée en 1928-1929 le long de l'avenue des Nations (artère qui sera rebaptisée en avenue Franklin Roosevelt en 1945 juste après la victoire des Alliés) pour l'industriel Georges Cohen par l'architecte Henry Van de Velde assisté de son collaborateur Sta Jasinski,, deux architectes qui font partie du classicisme moderniste belge,,.
L'architecte a également conçu la décoration intérieure et l'ameublement.
Des travaux de transformation menés en 1946 par l'architecte Jacques Saintenoy n'ont affecté que l'intérieur. L'édifice a servi un temps de siège au consulat de Turquie. 
De nouvelles modifications ont été apportées en 1998 au bâtiment pour y installer l'ambassade d'Autriche en Belgique. Le bâtiment abrite actuellement la résidence de la représentation permanente de l'Autriche auprès de l'Union européenne.

## Statut patrimonial
L'édifice ne fait pas l'objet d'un classement au titre des monuments historiques mais il figure à l'Inventaire du patrimoine architectural de la Région de Bruxelles-Capitale sous la référence 16135.

## Architecture
« La simplicité et la symétrie de la façade lui confèrent sa monumentalité ».
D'un style moderniste élégant, ce bâtiment à toit plat présente une façade enduite et peinte en blanc.
La façade, hautement symétrique, présente trois travées et trois niveaux, plus un garage semi-enterré.
Au rez-de-chaussée, la façade est percée dans l'axe d'une travée d'entrée entièrement parée de pierre bleue et percée d'un porche qui abrite la porte, précédée d'un escalier comportant six marches,. Ce porche est flanqué de part et d'autre d'un triplet de fenêtres, dont celui de droite surmonte la porte du garage,.
Le premier étage est percé de trois grandes portes-fenêtres, précédées d'un garde-corps continu réalisé en tubes noirs.
Le deuxième et dernier étage est percé de trois fenêtres rectangulaires tripartites.
À gauche et à droite, la façade blanche est cantonnée par les tuyaux d'évacuation des eaux, alimentés chacun par un élément en pierre bleue qui récolte les eaux pluviales de la toiture plate.

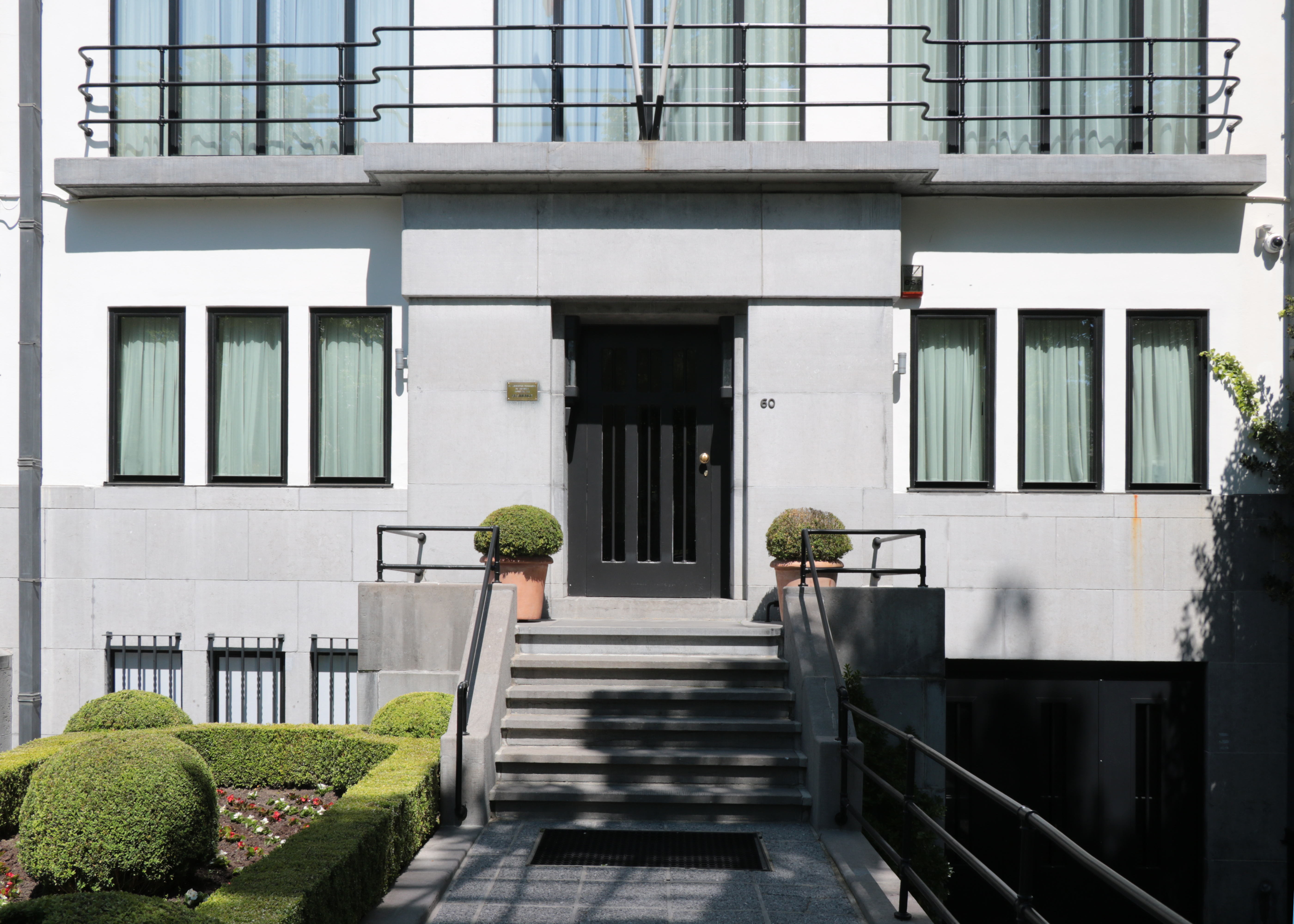
Le rez-de-chaussée.
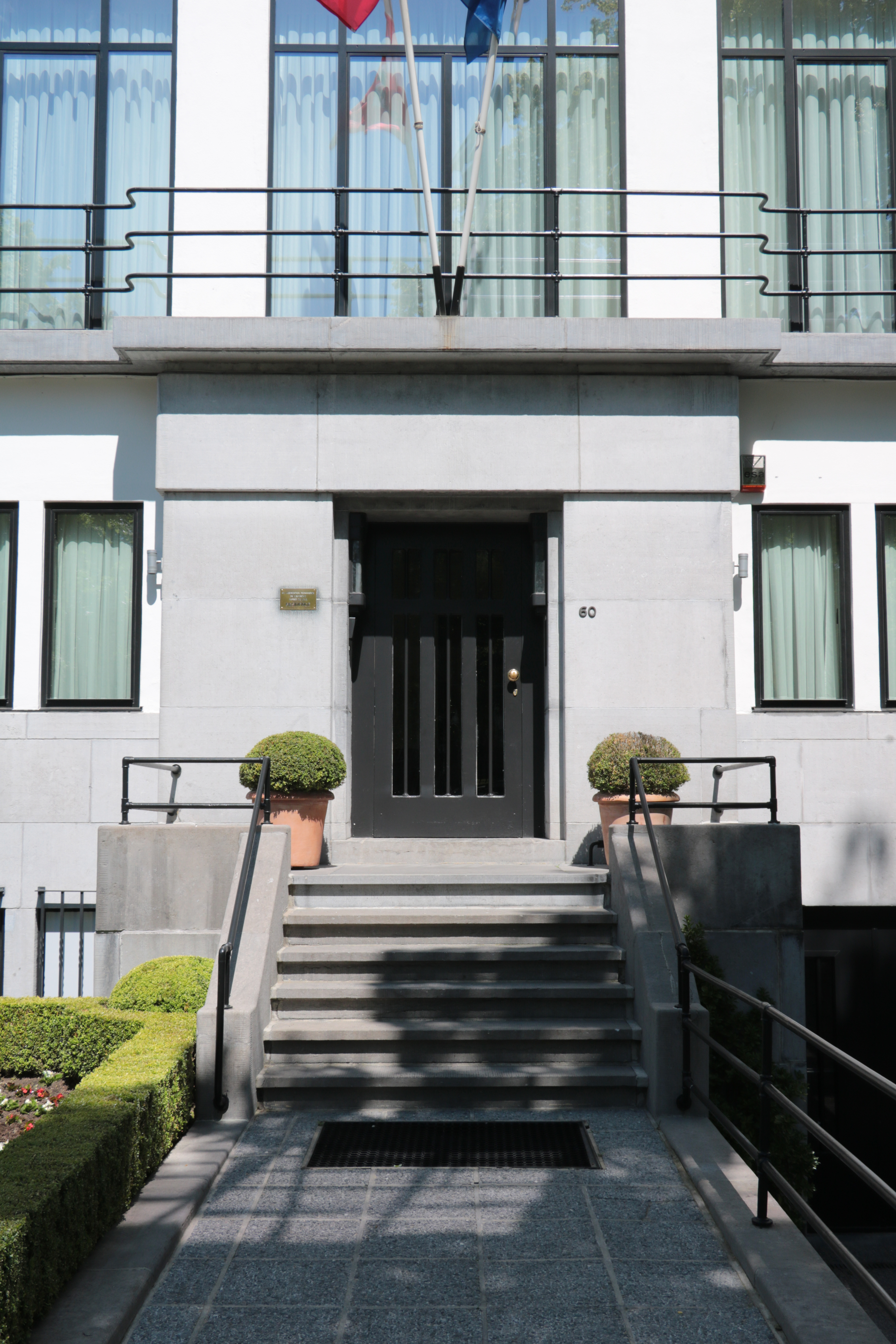
La porte d'entrée.
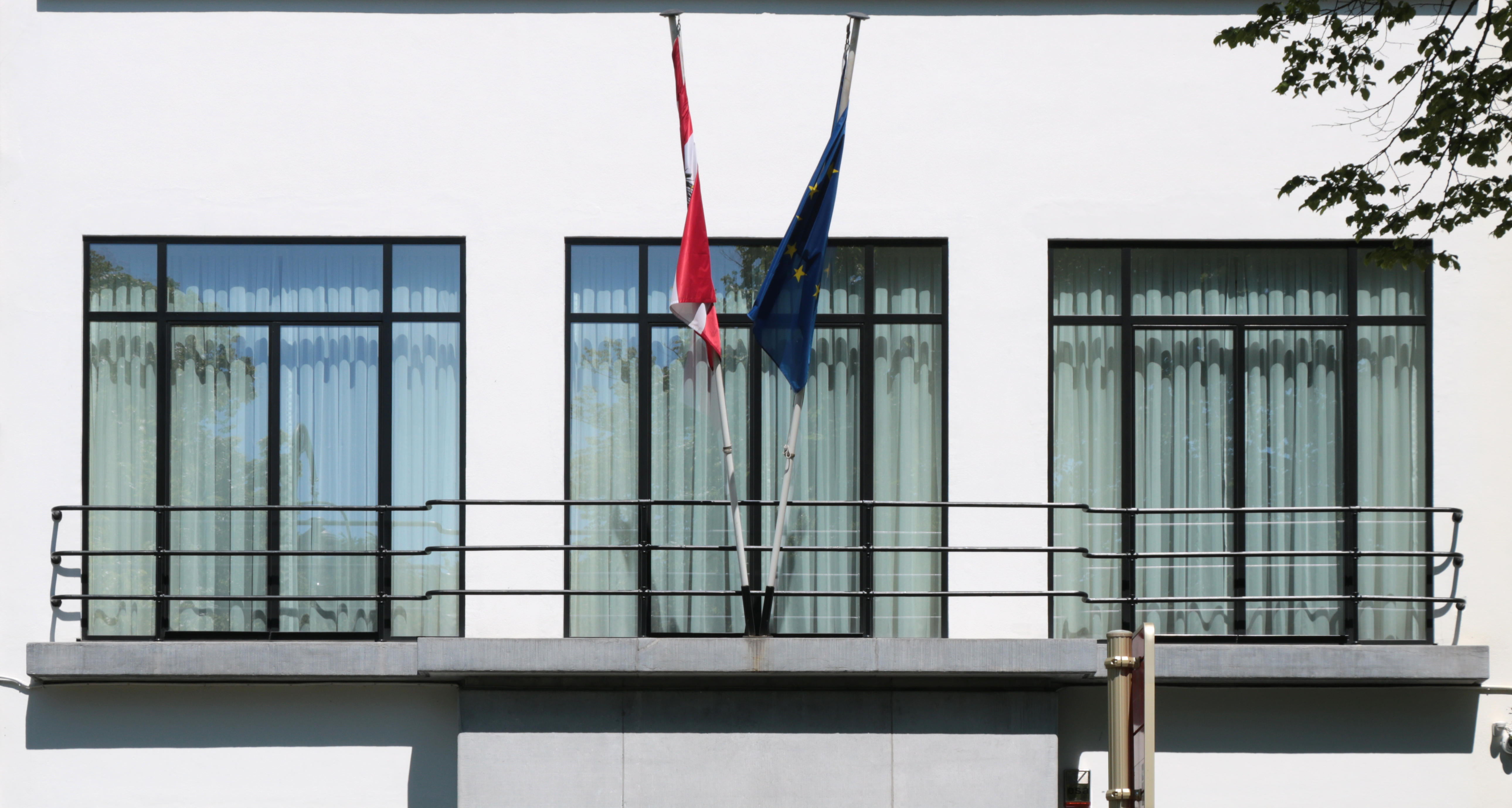
Les baies de l'étage.